# Enric Bagué i Garriga
Enric Bagué i Garriga (Barcelona 1900 – 1987) fou un historiador medievalista i editor català.

## Biografia
Es formà als Estudis Universitaris Catalans, on estudià amb Ferran Valls i Taberner i Francesc Martorell i Trabal. Va ser professor a l'Institut-Escola de la Generalitat de Catalunya i de la Universitat Autònoma de Barcelona (1932-1939)., alhora que feia algunes substitucions de Ferran Soldevila a l'Escola de Bibliotecàries.
Després de la guerra civil fou depurat per la repressió franquista. Exercí de professor a l'Escola Virtèlia i a l'Institut Albéniz de Badalona.
L'any 1981 fou distingit amb la Creu de Sant Jordi.

## Obres
- La dona i la cortesia a la societat medieval, 1947
- Pequeña historia de la Humanidad Medieval, 1953
- La Alta Edad Media, 1953
- Alfons el Benigne, 1959
- Pere el Catòlic, 1960
- Noms personals de l'edat mitjana, 1975
- Història: primeres lectures, 1936, en col·laboració amb Jaume Vicens i Vives
- ARS. Història de l'Art i de la Cultura, 1956, en col·laboració amb Jaume Vicens i Vives
- Història universal. Viatge per la Història, 1968
- El meu amic l'artista, 1971
- Històries del meu país, 1974
- L'aventura dels avis, 1983

## Publicacions
- Bagué i Garriga, Enric; Joan-F. Cabestany i Fort; Percy E. Schramm. Els primers comtes-reis (Barcelona, 1963).
- Libre de feyts d'armes de Catalunya de Bernat Boades (ed. d'Enric Bagué, Barcelona Bàrcino 1930-1948)[5][6]
- Recort / Gabriel Turell (A cura d'Enric Bagué)[7]